# 龍子弘
龍子弘（英語：Fifi Lung Tsz Wang，1993年12月23日—），前香港女子排球代表隊成員，現為小學教師。

## 背景
龍子弘生於香港，預科畢業於新法書院，其後畢業於香港城市大學中文、翻譯及語言學系。她在中學時加入地區體育會協興荃青女子排球會，十六歲已加入香港青年軍代表隊，於2010年加入香港女子排球代表隊。她曾任香港城市大學女排隊長，大學期間更代表香港大專女子排球隊出戰全國大學生運動會，亞洲大學生排球錦標賽及俄羅斯世界大學生運動會等大型賽事。

## 個人生活
龍子弘已婚，並育有兩子，丈夫為香港甲一籃球聯賽籃球員歐陽維江。

## 奬項
- 於亞大中獲得「最佳發球員」，球會盃中獲得「最佳攔網球員」
- 曾被選為大專最有價值排球運動員及香港城市大學最有價值運動員
- 全國中學生排球錦標賽香港代表
- 學界埠際排球賽亞軍
- 2016年敬師日表揚[6]

## 外部連結
- 香港排隊總會 協興 龍子弘